# Sophia Somajo
Sophia Somajo Venai, även kallad Soso, född 2 januari 1985, är en svensk artist och låtskrivare.

## Karriär
I september 2008 släppte Sophia Somajo sitt självskrivna/producerade debutalbum The Laptop Diaries. Hela albumet är inspelat och producerat på en enkel laptop i hennes sovrum. All sång på albumet är inspelad genom den inbyggda mikrofonen i datorn. 
2011 bröt hon med sitt dåvarande skivbolag och startade sitt eget, Do It Yourself Bitch Productions. Där släppte hon sedan följande år ytterligare ett egenproducerat album, T.T.I.D.S.D.I.E.U.I.C (That Time I Dug So Deep I Ended Up in China). Albumet blev uppmärksammat av internationella publikationer som Interview Magazine och Dazed & Confused och bloggaren Perez Hilton hyllade materialet på sin blogg.
Somajo valde att släppa albumet genom att ge bort det gratis på The Pirate Bay. Det var i ett direktsänt radioprogram i P3's Musikguiden som hon meddelade tillvägagångssättet i samma stund som albumet lades upp. Där förklarade hon även motivet bakom detta och hänvisade till ett personligt skrivet brev hon hade lagt upp på sin webbplats. Sent 2013 släpptes låten "Kids" tillsammans med artisten Style of Eye. Låten är skriven och framförd av Somajo och producerad av DJ/producenten Style of Eye med ett gästinhopp av artisten Elliphant. Låten sålde platinum i Sverige.
Hösten 2015 medverkade Somajo som vokalist och låtskrivare ihop med rapparen Michel Dida på det experimentella industripunk-bandet KRIGETs EP "Fazed". Den 4 december samma år släppte Somajo egen musik igen under sitt ursprungliga namn Sophia Somajo med singeln "Klein Blue" och låten "The Last Summer" med Seinabo Sey. Den 21 april 2016 kom singeln "Sapphire" tillhörande kommande EP:n Freudian Slip Vol.1. 2017 släpptes singeln "A Million Songs" som hon skrev och producerade tillsammans med Joakim Berg och Nonono. Det är även en av låtarna på EP:n Freudian Slip. Pitchfork utnämnde Freudian Slip till ett av de 20 bästa popalbumen 2017.
Hösten 2018 släppte Sophia en cover på Tina Turners "Private Dancer" som två veckor senare följdes av samarbetet med artisten Alan Walker och låten "Diamond Heart" som Sophia både har varit låtskrivare på och framför som vokalist.
Som låtskrivare har Sophia Somajo verkat under många år i hemlighet under ett flertal pseudonymer. Tillsammans med låtskrivaren och producenten Max Martin har hon skrivit låtar till artister som Robyn, Britney Spears och Christina Aguilera.

## Priser och utmärkelser
- 2008 – Platinagitarren

## Diskografi

### Album och EP
- 2007 – Stockholm Calling
- 2008 – The Laptop Diaries
- 2012 – T.T.I.D.S.D.I.E.U.I.C
- 2017 – Freudian Slip

### Singlar
- 2007 – Stockholm Calling
- 2008 – Warm Blooded Murder
- 2008 – I-Rony
- 2010 – Wristcutters Inc., feat. Howlin' Pelle)
- 2012 – Who's Gonna Love Me
- 2012 – Happy People
- 2012 – My Women My Guitars (Cody Chesnutt cover)
- 2012 – I Never Thought You'd Come in Summer
- 2013 – Kids, med Style of Eye och Elliphant
- 2015  – The Last Summer, feat. Seinabo Sey
- 2015 – Klein Blue
- 2016  – Sapphire
- 2016 - Mouth To Mouth
- 2017 - A Million Songs
- 2018 - Private Dancer (cover)
- 2018 - Diamond Heart, feat. Alan Walker
- 2019 - Poison